# 1 (število)
1 (êna) je najmanjše naravno število, za katero velja 1 = 0 + 1 = 2 − 1.
1 je najmanjše pozitivno celo število.
Ena pomeni včasih tudi enota. V grščini število 1 označuje predpono mono-, v latinščini pa uni-.

## V matematiki
- za vsako število x velja:

x·1 = 1·x = x (1 je enota za množenje)
x/1 = x
x1 = x, 1x = 1, ter za neničelne x, x0 = 1 (glej potenca)
- 1 je liho število.
- 1 po definiciji ni niti praštevilo niti sestavljeno število.
- število 1 je enako predstavljeno v vsakem številskem sestavu 110=12=18=116=...
- najmanjše kvadratno število {\displaystyle 1=1^{2}\,\!}.
- najmanjše kvadratno piramidno število {\displaystyle 1=1(1+1)(2\cdot 1+1)/6\,\!}.
- najmanjše kubično število {\displaystyle 1=1^{3}\,\!}.
- najmanjše trikotniško število {\displaystyle 1=1(1+1)/2\,\!}.
- najmanjše petkotniško število {\displaystyle 1=1(3\cdot 1-1)/2\,\!}.
- najmanjše sedemkotniško piramidno število {\displaystyle 1=1(1+1)(5\cdot 1-2)/6\,\!}.
- najmanjše osemkotniško število {\displaystyle 1=3\cdot 1^{2}-2\cdot 1\,\!}.
- najmanjša hiperfakulteta {\displaystyle H(1)=1^{1}=1\,\!}.
- najmanjše lastno število.
- najmanjše Kaprekarjevo število.
- najmanjše desetiško samoštevilo.
- najmanjše veselo število.
- najmanjše četversko število (tetraedrsko število).
- najmanjše središčno šestkotniško število {\displaystyle 1=T_{0}\cdot 2+1;\quad (T_{0}=0)}
- najmanjše zvezdno število.
- najmanjše Schröderjevo število.
- najmanjše Woodallovo število {\displaystyle 1=1\cdot 2^{1}-1}.
- najmanjše Cullenovo število {\displaystyle 1=0\cdot 2^{0}+1}.
- najmanjše Ulamovo število po definiciji.
- najmanjše Størmerjevo število.
- prvo in drugo Catalanovo število.
- prvo in drugo Bellovo število.
- drugo in tretje Fibonaccijevo število.
- drugo Pellovo število.
- najmanjše število Markova.
- število 1 je samo sebi fakulteta.
- število različnih prostih monomin in domin.

## V znanosti
- vrstno število 1 ima vodik (H).
- Zemlja ima en sam naravni satelit, Luno.

## V jezikoslovju
- ednina je eno izmed slovničnih števil.

### Števniki
- glavni: ena, tudi eden, en
- vrstilni: prvi
- ločilni: enój
- množilni: enójen
- prislov: prvič

### Fraze in rekla
- skleniti, trditi v en glas: soglasno
- meče vse v en koš: ne upošteva razlik med stvarmi, problemi
- ubiti dve muhi na en mah: z enim dejanjem hkrati opraviti dve stvari
- z eno besedo: (povedano) na kratko
- staviti vse na eno karto: vse naenkrat tvegati
- sovražnik številka ena: največji sovražnik
- daj mu eno okrog ušes: udari ga
- eno mu je zagodel: napravil mu je nevšečnost
- ena dve bom tam: zelo hitro, takoj
- pesnik se čuti z naravo eno: v popolnem soglasju
- ena lastovka ne naredi pomladi iz enega primera se ne morejo delati splošni sklepi

(Vir SSKJ)

## Drugje
- 01 je telefonska klicna številka omrežne skupine Ljubljana.
- dodatna oznaka markacij na Slovenski planinski poti

### Leta
- 401 pr. n. št., 301 pr. n. št., 201 pr. n. št., 101 pr. n. št., 1 pr. n. št.
- 1, 101, 201, 301, 401, 501, 601, 701, 801, 901, 1001, 1101, 1201, 1301, 1401, 1501, 1601, 1701, 1801, 1901, 2001, 2101